# New Hampshire: A Poem with Notes and Grace Notes
New Hampshire: A Poem with Notes and Grace Notes – tom wierszy amerykańskiego poety Roberta Frosta, opublikowany w 1923, wyróżniony Nagrodą Pulitzera w kategorii poezji; składa się z trzech części: New Hampshire, Notes i Grace Notes; zawiera między innymi wiersze: Fire and Ice (Ogień i lód), Dust of Snow (Śnieżny pył), Nothing Gold Can Stay, Stopping by Woods on a Snowy Evening (Przystając pod lasem w śnieżny wieczór).

## Zawartość
- New Hampshire
  - New Hampshire
- Notes
  - A Star in a Stone-Boat
  - The Census-Taker
  - The Star-Splitter
  - Maple
  - The Axe-Helve
  - The Grindstone
  - Paul’s Wife
  - Wild Grapes
  - Place for a Third
  - Two Witches
    - I: The Witch of Coös
    - II: The Pauper Witch of Grafton

  - An Empty Threat
  - A Fountain, a Bottle, a Donkey’s Ears and Some Books
  - I Will Sing You One-O
- Grace Notes
  - Fragmentary Blue
  - Fire and Ice
  - In a Disused Graveyard
  - Dust of Snow
  - To E. T.
  - Nothing Gold Can Stay
  - The Runaway
  - The Aim Was Song
  - Stopping by Woods on a Snowy Evening
  - For Once, Then, Something
  - Blue-Butterfly Day
  - The Onset
  - To Earthward
  - Good-Bye and Keep Cold
  - Two Look at Two
  - Not to Keep
  - A Brook in the City
  - The Kitchen Chimney
  - Looking for a Sunset Bird in Winter
  - A Boundless Moment
  - Evening in a Sugar Orchard
  - Gathering Leaves
  - The Valley’s Singing Day
  - Misgiving
  - A Hillside Thaw
  - Plowmen
  - On a Tree Fallen Across the Road
  - Our Singing Strength
  - The Lockless Door
  - The Need of Being Versed in Country Things[5]